# Caleb Schlauderaff
Caleb Hunter Schlauderaff (* 7. November 1987 in Shelton, Washington) ist ein ehemaliger US-amerikanischer American-Football-Spieler auf der Position des Offensive Guards und des Centers. Von 2011 bis 2013 spielte er für die New York Jets in der National Football League (NFL).

## Frühe Jahre
Schlauderaff ging auf die High School in seiner Geburtsstadt Shelton, Washington. Später ging er auf die University of Utah.

## NFL
Schlauderaff wurde im NFL-Draft 2011 in der sechsten Runden an 179. Stelle von de Green Bay Packers ausgewählt. Noch vor Saisonstart wurde er zu den New York Jets getradet. Die Packers erhielten im Gegenzug Draftpicks. Am 30. August 2014 wurde er von den Jets entlassen. In seinen drei Saisons bestritt er zwölf Saisonspiele.